# Décret d'ouverture des ports brésiliens aux nations amies

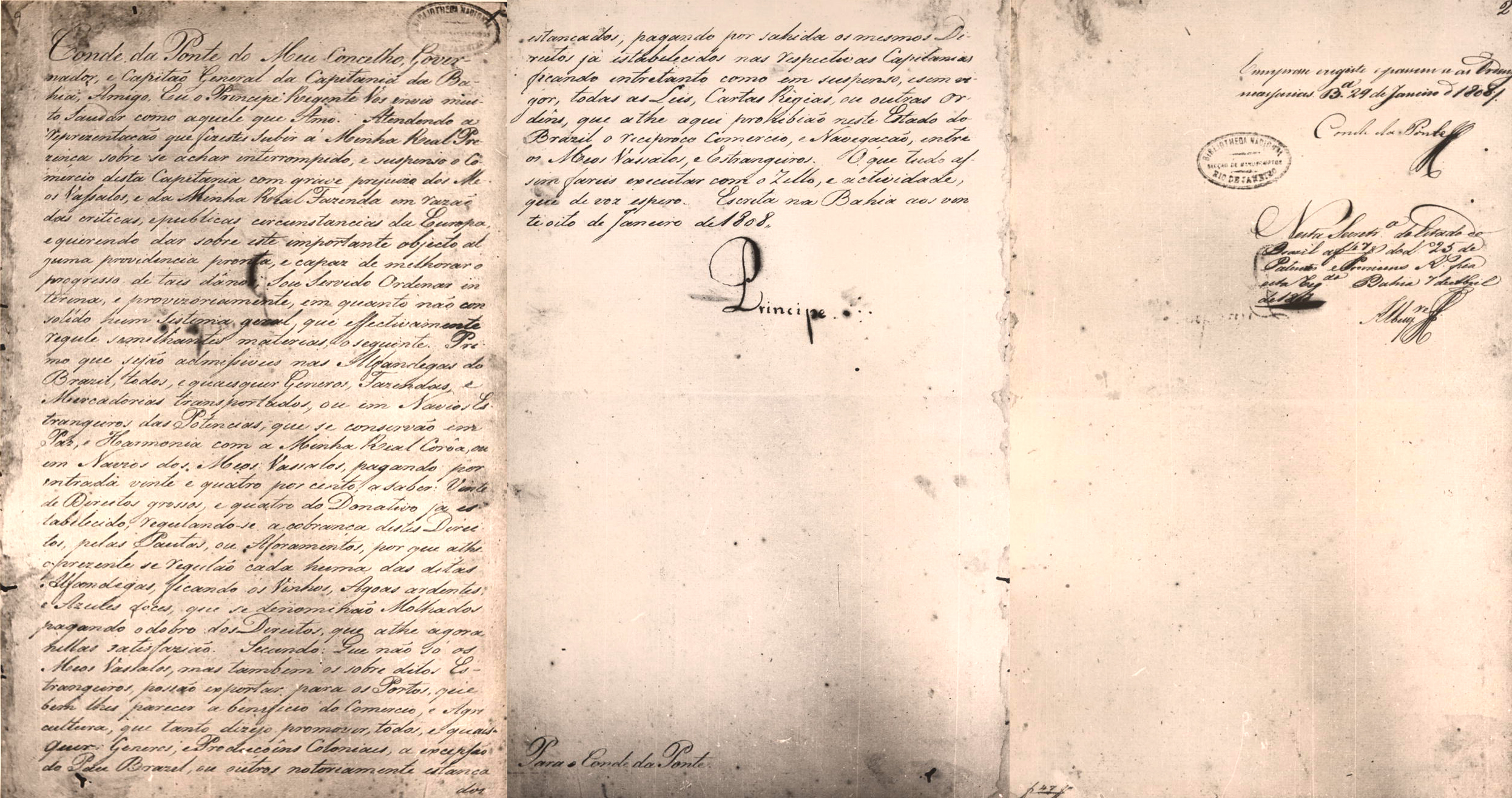
Texte du décret.

Le Décret d'ouverture des ports brésiliens aux nations amies est un arrêté royal promulgué par le prince-régent Jean de Portugal le 28 janvier 1808 à Salvador de Bahia, dans la capitainerie de Baia de Todos os Santos. Promulgué après l'invasion du Portugal par les troupes du général Jean-Andoche Junot et seulement quatre jours après l'arrivée de la Cour portugaise au Brésil, il s'agit de la première loi émise directement dans la colonie.
Le décret d'ouverture des ports met ainsi fin à l'exclusif colonial portugais et ouvre le marché brésilien aux marchands britanniques. Il fut remplacé en 1810 par le Traité de Commerce et de Navigation qui favorise encore davantage les échanges entre le Brésil et Royaume-Uni.